# Francisco Leopoldo e Silva

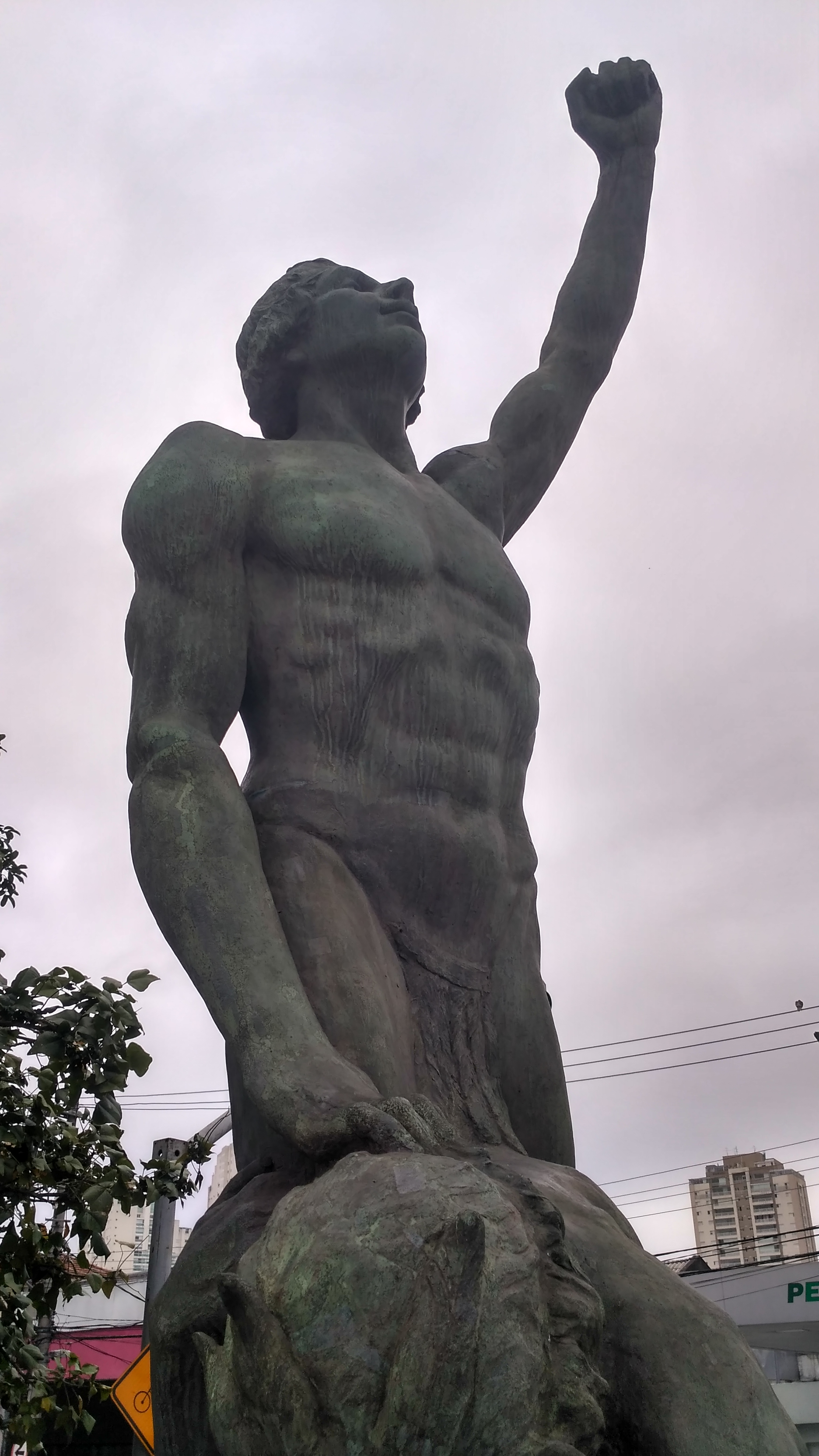
A escultura "Ubirajara", de autoria de Francisco Leopoldo e Silva, antes das obras de restauro

Francisco Leopoldo e Silva (Taubaté, 1879 - São Paulo, 1948) foi um conceituado escultor brasileiro.
Filho do português Bernardo Leopoldo e Silva e de Ana Rosa Marcondes Leopoldo, de antiga família do Vale do Paraíba, os Marcondes de Taubaté e cidades vizinhas. Foi seu irmão Dom Duarte Leopoldo e Silva, primeiro arcebispo de São Paulo. (PONTUAL, 1969).
Iniciou seus estudos de escultura no Liceu de Artes e Ofícios de São Paulo, na capital paulista, com orientação do mestre Amedeo Zani e, em seguida, frequentou a Academia de França, em Paris, junto com o escultor ítalo-brasileiro Victor Brecheret (1894-1955). Posteriormente, em 1911, viajou para estudar em Roma (Itália), benefiado por uma bolsa de estudos do Governo do Estado de São Paulo, voltando ao Brasil em 1914. Um ano após, retornou a Roma, onde teve como professor o grande escultor Arturo Dazzi no Instituto de Belas-Artes.
O aprendizado adquirido na Europa lhe proporcionou um sólido domínio nas processos técnicos de escultura, enfatizado nas proporções, volumes e dimensões da figura humana, principalmente no tema do nu artístico feminino, uma de suas principais marcas. Percebe-se também que, apesar do momento favorável ao estilo modernista, o escultor não foi notoriamente impactado pelo movimento, mantendo sua linha mais fidelizada aos padrões clássicos de representação.
Entre seus prêmios e participações estão:
1915 – Mostra coletiva em Roma;

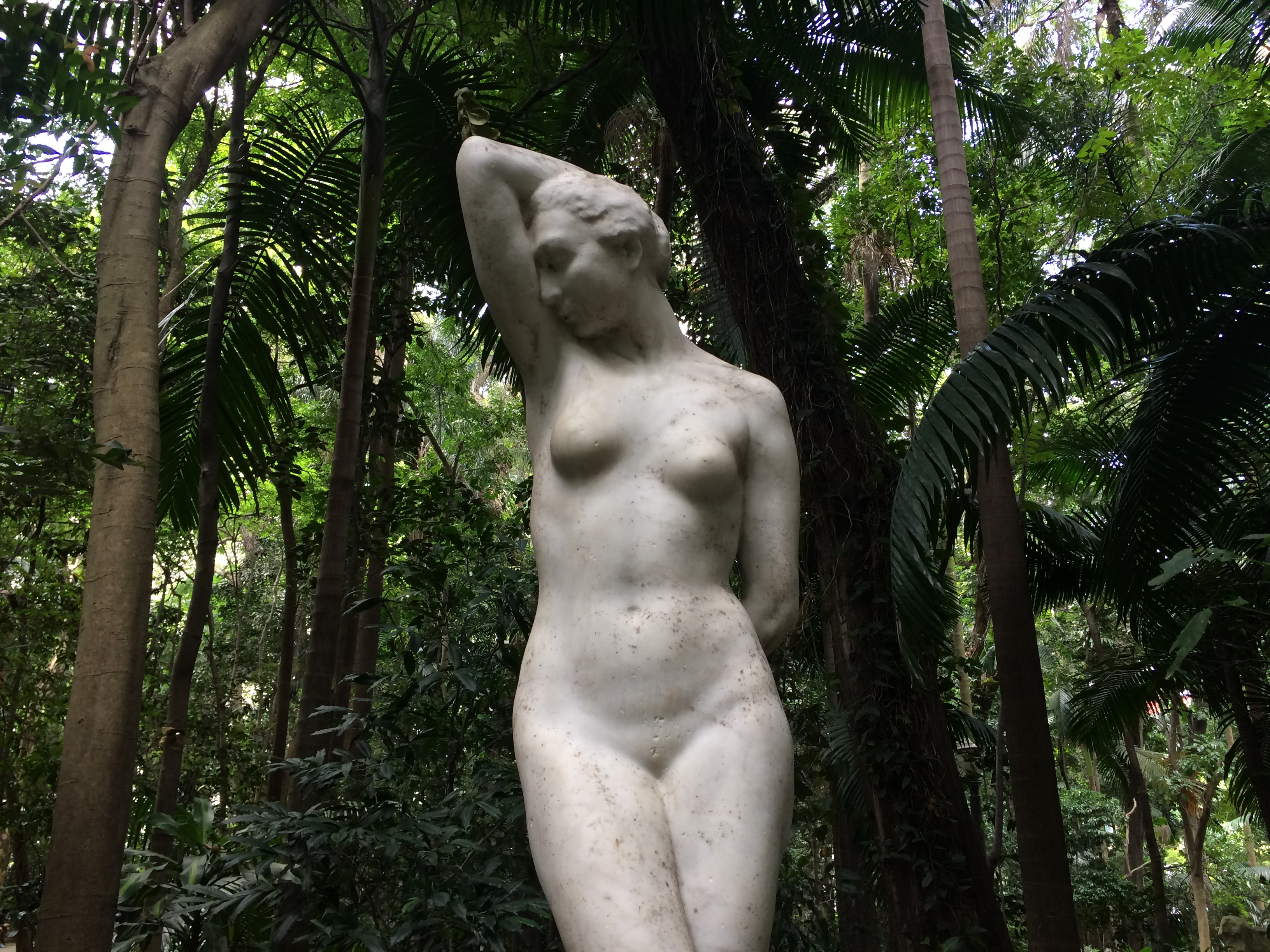
Escultura "Aretuza", em mármore, de Francisco Leopoldo e Silva, no Parque Trianon, na Av. Paulista

1919 – Mostra junto a Victor Brecheret na Casina del Pincio, em Roma;
1922 – Medalha de ouro na 29ª Exposição Geral de Belas Artes, no Rio de Janeiro;
1923 – Mostra na  30ª Exposição Geral de Belas Artes, no Rio de Janeiro;
1995 – Realizou-se a mostra coletiva Expressões do corpo na escultura de Rodin, Leopoldo e Silva, De Fiori, Brecheret e Bruno Giorgi, no Espaço Cultural do Banco Safra, em São Paulo; remontada no Sesc Santos (SP), em 1998.

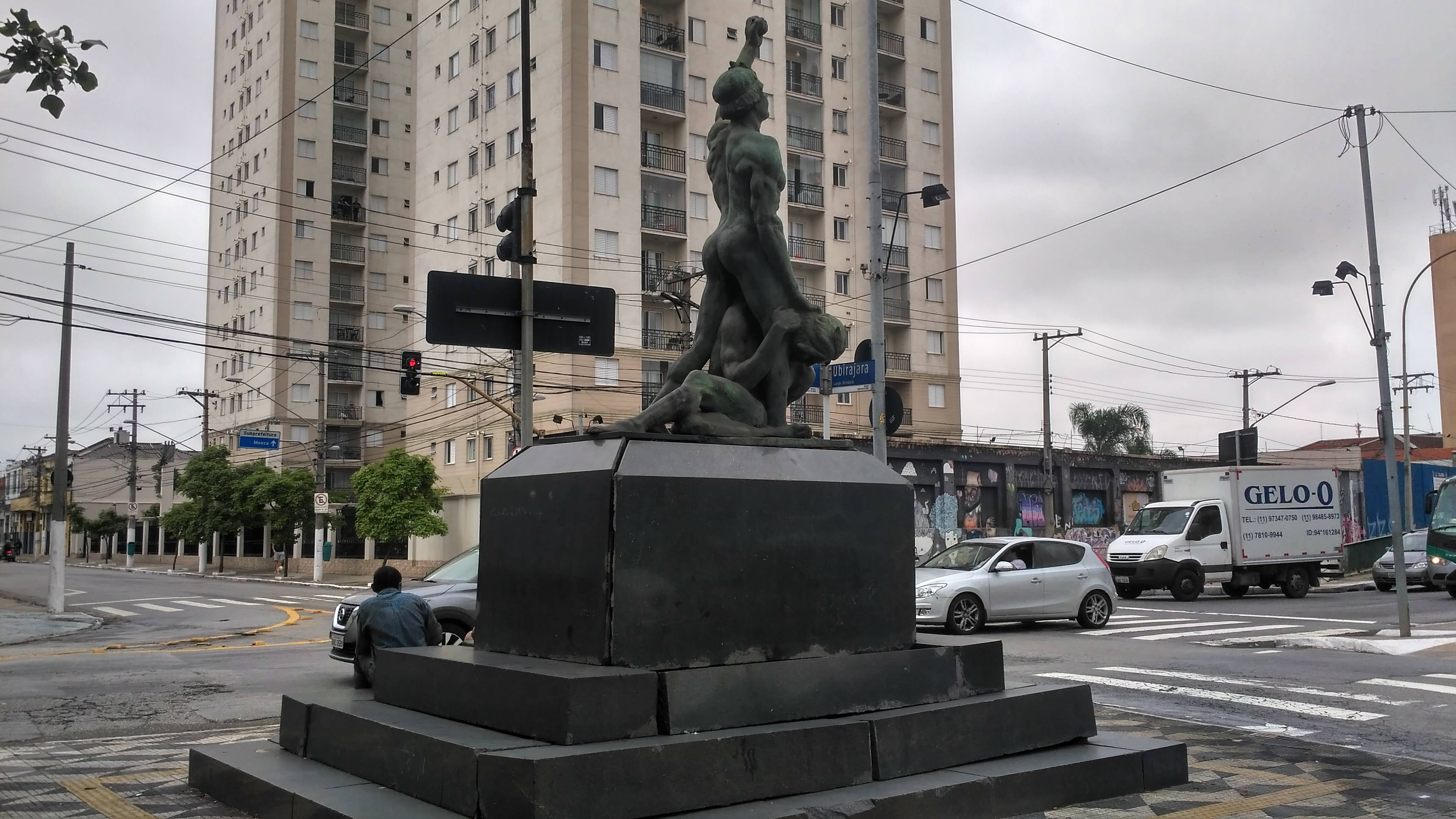
A escultura "Ubirajara", de autoria de Francisco Leopoldo e Silva, antes de sua restauração, no Largo Ubirajara, Belém, SP

Durante sua carreira, projetou obras propensas a espaços abertos, como pode-se avistar pela cidade de São Paulo. Entre as principais temos: Índio Pescador (bronze), na Praça Oswaldo Cruz, no início da Av. Paulista; Aretuza (mármore), no Parque Tenente Siqueira Campos (Trianon), na Av. Paulista; Nostalgia (mármore), na Praça Professor Cardim, no Morumbi; e Ubirajara, no largo Ubirajara, na Bairro do Belém. Produziu estátuas tumulares de expressividade, como Nu, Interrogação, para o jazigo de Moacyr de Toledo Piza, e Solitudo, no túmulo do advogado Theodureto de Carvalho. Entre essas obras, o artista foi responsável pela autoria do primeiro nu artístico da cidade, em 1922, no Cemitério da Consolação. O artista também assinou a produção das estátuas esculpidas em mármore de Carrara da Cripta da Catedral da Sé: Jó, o afligido do Senhor e São Jerônimo.
Algumas obras se encontram no acervo da Pinacoteca do Estado (tombos 152 e 153). A escultura Índio Pescador, obra premiada, se encontra na Praça Osvaldo Cruz, no início da Avenida Paulista, na cidade de São Paulo, em estado de abandono, conforme se lê na Revista Veja São Paulo, nº 40.
Sofreu influência de Rodin. Teve estúdio no Palácio Episcopal, no início dos anos vinte, quando era arcebispo seu irmão, na rua São Luís, onde é hoje a Biblioteca Municipal Mário de Andrade.

## Interrogação
Em Interrogação, estátua de uma mulher sentada nua, feita em granito cinza, Leopoldo e Silva faz alusão ao drama do advogado Moacyr de Toledo Piza, sepultado sob a peça no jazigo – na quadra 82, terreno 12/13 – e que em desespero, se suicidou ao atirar na própria cabeça dentro de um táxi, no ano de 1923. O fato ocorreu logo após Piza ter assassinado a ex-costureira e prostituta, Nenê Romano, com quem havia tido um caso dois anos antes e que passara a rejeitá-lo. “Semirreclinada e pesarosa, [a obra] representa um ponto de interrogação”, o sociólogo José de Souza Martins, autor de História e Arte no Cemitério da Consolação.

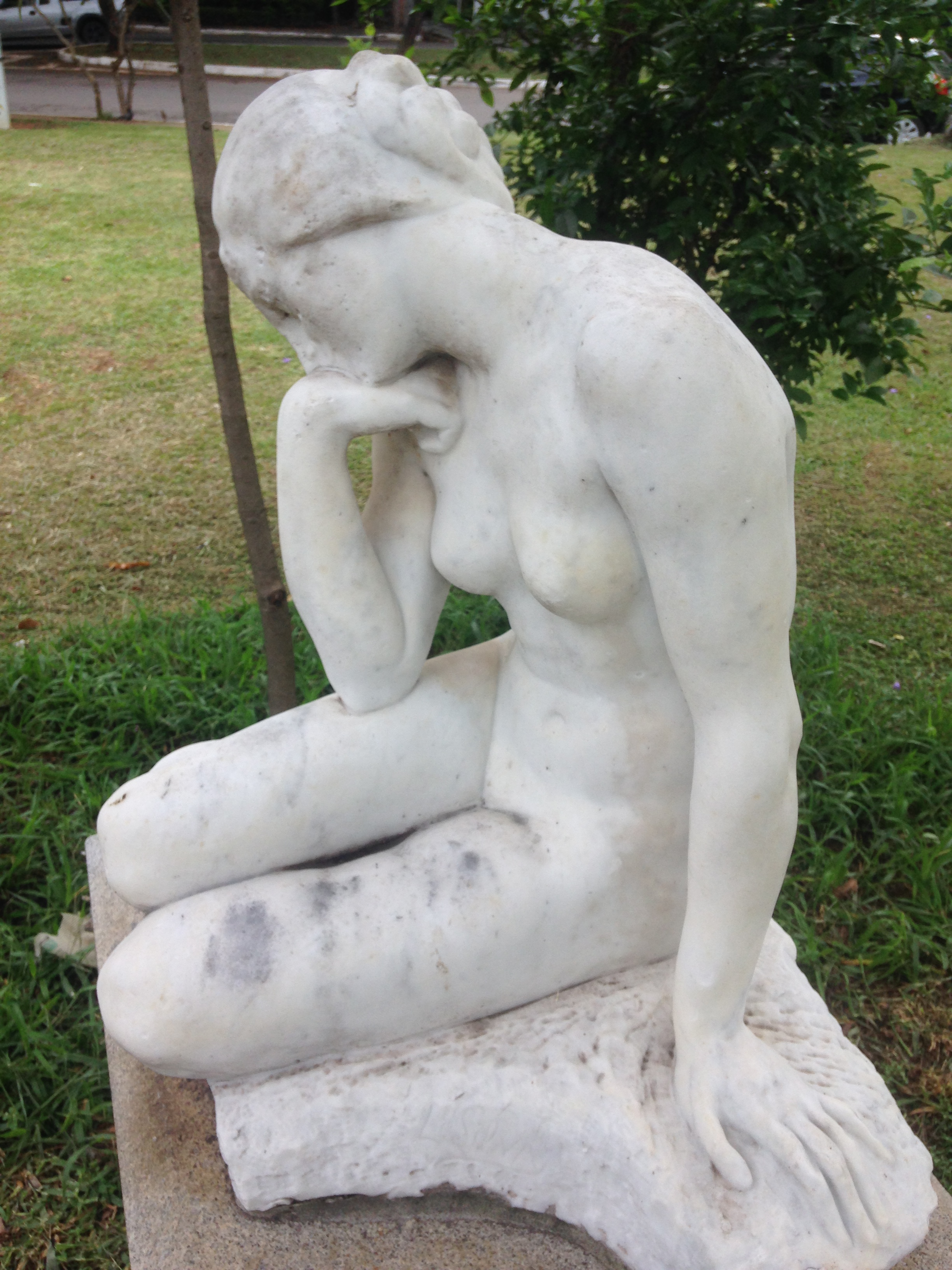
Nostalgia, por Francisco Leopoldo e Silva, Praça. Profº. Cardim, Morumbi